# The Nine
The Nine è una serie televisiva serializzata statunitense, prodotta per una sola stagione, in 13 episodi (di cui 4 inediti negli USA), per la rete televisiva ABC.

## Trama
Nove persone, molti dei quali perfetti sconosciuti, si trovano ad essere ostaggi per 52 ore durante una rapina in una banca, finita male.
Le nove persone sono il detective Nick Cavanaugh, l'impiegato della banca Malcolm Jones e sua figlia Felicia, l'assistente del procuratore distrettuale Kathryn Hale, il dottor Jeremy Kates e la sua fidanzata Lizzie Miller, Egan Foote dalle tendenze suicide, la ragazza madre Eva Rios e sua sorella minore Franny.
In ogni nuovo episodio vengono rivelati tramite brevi flashback, nuovi dettagli che spiegheranno perché le nove persone, tempo dopo la rapina, sono ancora in contatto fra loro.

## Personaggi e interpreti

### Principali
- Eva Rios, interpretata da Lourdes Benedicto, doppiata da Monica Ward.
è una cassiera della banca, madre single e sorella di Franny; viene ferita durante la rapina e muore poco dopo.
- Egan Foote, interpretato da John Billingsley, doppiato da Mino Caprio.
è un analista informatico; all'inizio della serie e molto depresso e con tendenze suicide, infatti il giorno della rapina si trova in banca per suicidarsi dentro il bagno; dopo la rapina viene acclamato come eroe e percepisce che ha nuove prospettive di vita.
- Lizzie Miller, interpretata da Jessica Collins, doppiata da Federica De Bortoli.
è un'assistente sociale ed ha una relazione seria con Jeremy; scopre di essere incinta prima di entrare in banca.
- Nick Cavanaugh, interpretato da Tim Daly, doppiato da Vittorio Guerrieri.
è un agente di polizia che si trova all'interno della banca durante la rapina; gioca d'azzardo e poco prima della rapina si accorda con Eva per vedersi per un appuntamento.
- Felicia Jones, interpretata da Dana Davis, doppiata da Gemma Donati.
è la figlia di Malcom, studentessa, si trova all'interno della banca e dopo il termine della rapina viene colpita da amnesia e non riesce a ricordare niente dell'accaduto.
- Franny Rios, interpretata da Camille Guaty, doppiata da Perla Liberatori.
è una cassiera della banca e sorella di Eva.
- Malcolm Jones, interpretato da Chi McBride, doppiato da Stefano Mondini.
è il direttore della banca, padre di Felicia.
- Kathryn Hale, interpretata da Kim Raver, doppiata da Roberta Greganti.
è un'assistente del procuratore generale; si trova in banca insieme a sua madre durante la rapina; il suo fidanzato le propone si sposarlo e lei accetta, ma inizia una relazione con Nick.
- Jeremy Kates, interpretato da Scott Wolf, doppiato da Marco Baroni.
è un cardiochirurgo; all'inizio della serie ha una relazione seria con Lizzie.
- Lucas Dalton, interpretato da Owain Yeoman, doppiato da Paolo Vivio.
è uno dei due rapinatori, l'altro è il fratello; sembra avere uno strano rapporto con Felicia.
- Randall Reese, interpretato da Jeffrey Pierce, doppiato da Davide Lepore.
è il fratello di Lucas, l'altro rapinatore.

### Secondari
- Ed Nielson, interpretato da Tom Verica, (11 episodi).
è il collega e fidanzato di Kathryn.
- Tom Mitchell, interpretato da Michael Emanuel, (9 episodi).
è la guardia giurata della banca che viene uccisa durante la rapina.
- Naomi Jones, interpretata da Kim Staunton, (9 episodi).
è la moglie di Malcom e madre di Felicia.
- Nancy Hale, interpretata da Susan Sullivan, (7 episodi).
è la madre di Kathryn, viene rilasciata durante la rapina.
- Brad, interpretato da Eric Lively, (5 episodi).
- Ricky Rios, interpretato da Hunter Clary, (5 episodi).
è il figlio di Eva e nipote di Franny.
- Andrea Williams, interpretata da April Grace, (5 episodi).
è il capo della campagna elettorale di Kathryn quando si candida a Procuratore Generale.
- Henry Vartak, interpretato da Jamie McShane, (5 episodi).
è un collega di Nick con il quale ha un rapporto di lavoro piuttosto spiacevole.
- Consuela Hernandez, interpretata da Lillian Hurst, (4 episodi).
è la nonna di Eva e Frany ed è colei che le ha cresciute.
- Barbara Dalton, interpretata da Veronica Cartwright, (3 episodi).
è la madre di Lucas e Randall.
- Mary Foote, interpretata da Bonita Friedericy, (3 episodi).
è la moglie di Egan.
- Sheryl Kates, interpretata da JoBeth Williams, (2 episodes).
è la madre di Jeremy.

## Episodi
| Stagione       | Episodi | Prima TV originale | Prima TV Italia |
| -------------- | ------- | ------------------ | --------------- |
| Prima stagione | 13      | 2006-2007          | 2008            |